# Gabriel Boric
Gabriel Boric Font (Punta Arenas, 11 de febrero de 1986) es un político chileno, egresado de Derecho. Desde el 11 de marzo de 2022 es el presidente de la República de Chile.
Como estudiante de la Facultad de Derecho de la Universidad de Chile, fue presidente de su Federación de Estudiantes (FECh), durante el periodo 2011-2012, y uno de los principales dirigentes de las movilizaciones estudiantiles de 2011. En las elecciones parlamentarias de 2013 fue electo como diputado por la Región de Magallanes por el entonces distrito n.º 60 para el período legislativo 2014-2018. Posteriormente en las elecciones parlamentarias de 2017 hizo lo propio en el renombrado distrito n.º 28 para el período 2018-2022.
Participó en la creación del Frente Amplio (FA) —una coalición de partidos y movimientos de izquierda— que debutó en las elecciones de noviembre de 2017 como tercera fuerza política nacional. En marzo de 2021, fue nominado como candidato presidencial de Convergencia Social (CS), partido que había fundado en 2018, y parte del FA. Tras ganar unas primarias presidenciales el 18 de julio de 2021, se convirtió en el candidato de la coalición Apruebo Dignidad para la elección presidencial de ese año. En la segunda vuelta electoral, realizada el 19 de diciembre de 2021, obtuvo el 55,8 % de los votos siendo electo como presidente de la República. Además, tras su victoria, se convirtió en el presidente con el mayor número de votos en la historia de Chile. Con treinta y seis años, a la fecha de asunción, fue también el gobernante más joven del mundo en ejercicio, así como el presidente más joven en la historia de su país y el primero nacido después del golpe de Estado de 1973, integrando la generación milenial. A la vez, es el primer presidente originario de la Región de Magallanes.

## Biografía

### Familia
Nacido en Punta Arenas el 11 de febrero de 1986 en una familia de clase media alta, es el hijo mayor del matrimonio compuesto por Luis Javier Boric Scarpa y María Soledad Font Aguilera. Tiene dos hermanos, Simón y Tomás. La familia Boric Font tiene un perro adoptado llamado Brownie.
La familia Boric fue una de las diez primeras familias croatas que se establecieron en la región de Magallanes a fines del siglo XIX y comienzos del siglo XX. Los hermanos Sime e Ive Borić Barešić, dos de los seis hijos de Ive Borić (1832-1888) y Stoša Barešić, nacieron en la isla de Ugljan, en Dalmacia –en ese entonces, parte del Imperio austrohúngaro, actualmente parte de Croacia– y emigraron a Magallanes cerca de 1885. Inicialmente, se establecieron en la isla Lennox, junto al canal Beagle, donde se vivía un periodo de fiebre del oro. Sin embargo, la extracción del mineral se agotó rápidamente, por lo que ambos hermanos se trasladaron a Punta Arenas.
Ive (Juan) Borić Barešić se casó en Croacia en 1893 con Natalija (Natalia) Crnošija Vučina, con quien tuvo once hijos. Entre los más destacados estuvieron Vladimiro Boric Crnosija, el primer obispo de Punta Arenas, y Vicente Boric, escritor. Otro fue Luis Pedro Boric Crnosija —que se casó con Magdalena Scarpa Martinich—, uno de los pioneros en la exploración petrolera en torno al estrecho de Magallanes. Su hijo Luis Javier Boric Scarpa (padre de Gabriel Boric) continuó en el mismo rubro, trabajando como ingeniero químico en la Empresa Nacional del Petróleo (Enap). Por otro lado, Roque Scarpa Martinich, tío de Luis y tío abuelo de Gabriel Boric, fue el primer intendente de la región de Magallanes tras el retorno a la democracia en Chile, en 1990. Por el lado de su madre, Gabriel Boric tiene ascendencia catalana.
La familia Boric Font es católica, y su madre está involucrada en el Movimiento apostólico de Schönstatt. Sin embargo, Gabriel Boric se considera agnóstico.

### Estudios
Entre 1991 y 2003, cursó la educación básica y media en el colegio privado The British School, en su ciudad natal. En 2001, se fue de intercambio por tres meses a Francia por medio de la fundación AFS.
En 2004, se trasladó a Santiago para ingresar a la Facultad de Derecho de la Universidad de Chile. Allí fue ayudante de los profesores José Zalaquett, Sofía Correa y Carlos Ruiz Schneider en las cátedras de Derecho Internacional de los Derechos Humanos, Historia Institucional de Chile y Teoría de la Justicia, respectivamente. Tras egresar de su carrera en 2009, realizó su práctica profesional; sin embargo, no se tituló como abogado —reprobó su examen de grado en 2011 y no escribió su memoria—, y en su lugar se dedicó a la vida política.

### Vida personal

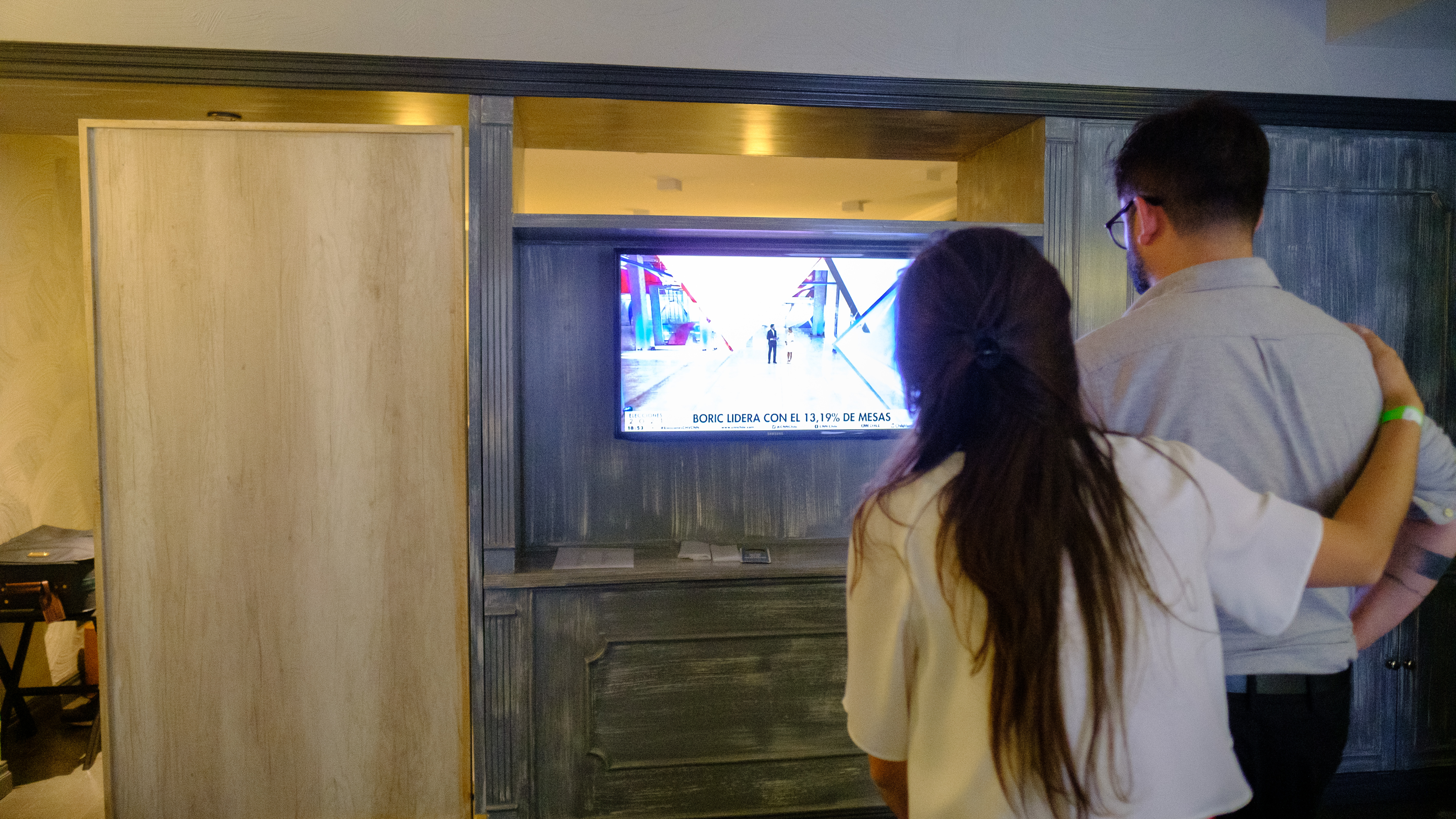
Boric junto con Irina Karamanos viendo los resultados de la segunda vuelta presidencial de 2021.

En julio de 2018, Gabriel Boric señaló: «no me quiero dedicar a ser abogado nunca. Tampoco a ser político». En su lugar, quería dedicarse durante dos años a escribir «un libro de ficción, una novela». En octubre de ese mismo año, se ausentó de su labor parlamentaria y se internó voluntariamente en el hospital psiquiátrico de la Universidad de Chile por dos semanas debido a una crisis por trastorno obsesivo-compulsivo (TOC), que le había sido diagnosticado a los doce años. La mejora de los servicios de salud mental, especialmente después de la pandemia COVID-19, fue uno de los temas centrales de su campaña presidencial.
Entre 2019 y 2023 mantuvo una relación con la antropóloga, politóloga y socióloga Irina Karamanos. Durante su campaña presidencial, Karamanos afirmó que redefiniría el papel de la primera dama para tener un enfoque más feminista y más adecuado a los tiempos modernos. En febrero de 2022 se fueron a residir juntos en el barrio Yungay, ubicado en la comuna de Santiago. El 16 de noviembre de 2023 anunciaron el fin de su relación de pareja.

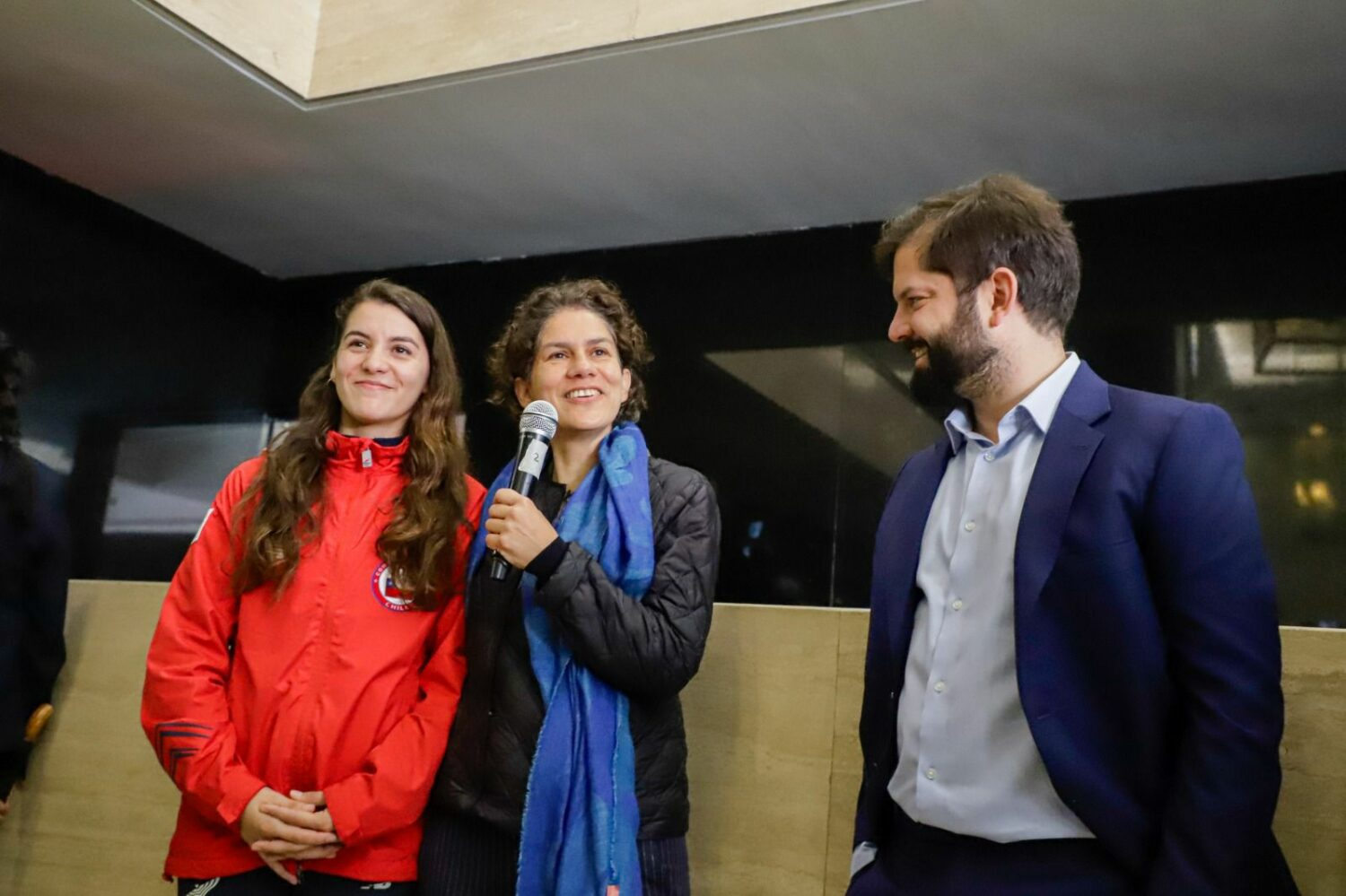
Boric saludando a la basquetbolista Paula Carrasco previo a su participación en los Juegos Panamericanos de 2023.

El 16 de septiembre de 2024 se dio a conocer públicamente a su nueva pareja, Paula Carrasco, con quien apareció en la inauguración de las fondas del Parque O'Higgins, dando así inicio a las Fiestas Patrias. Carrasco es seleccionada nacional de básquetbol y participó en los Juegos Panamericanos de 2023. Además es titulada de Química Ambiental en la Universidad de Chile, y funcionaria de la Oficina de Mitigación y Transparencia de la División de Cambio Climático del Ministerio del Medio Ambiente.
El 3 de diciembre de 2024 anunció que sería padre por primera vez junto a su pareja, quien tiene un hijo nacido en 2018. La noticia fue compartida a través de su cuenta oficial de Instagram, donde publicó una imagen de una ecografía con el mensaje: "La vida y sus bigbanes. Traerás a junio cada primavera, puntito". Este acontecimiento marcó un hito en la historia reciente de Chile, ya que sería el primer nacimiento de un hijo de un presidente en ejercicio en 95 años. El 8 de febrero de 2025, el presidente reveló que espera una niña. Este anuncio se produjo de manera indirecta, cuando Boric felicitó a la ministra vocera de Gobierno, Camila Vallejo, por el nacimiento de su hijo, mencionando en su mensaje: «Tienes toda una barra que te quiere. ¡Un abrazo grande para ustedes y para el nuevo compañero de juegos de nuestra hija!». El 18 de febrero anunciaron que su hija se llamará Violeta. El 25 de junio de 2025 se confirmó su nacimiento en el Hospital Clínico de la Universidad de Chile, llevando como primer apellido el paterno.

## Vida política

### Dirigente estudiantil

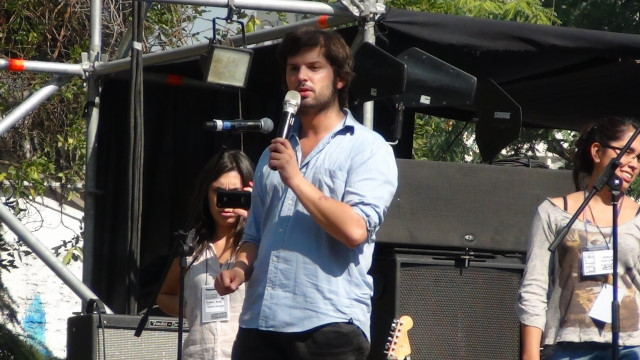
Boric, como presidente de la FECh, en un acto público en 2012.

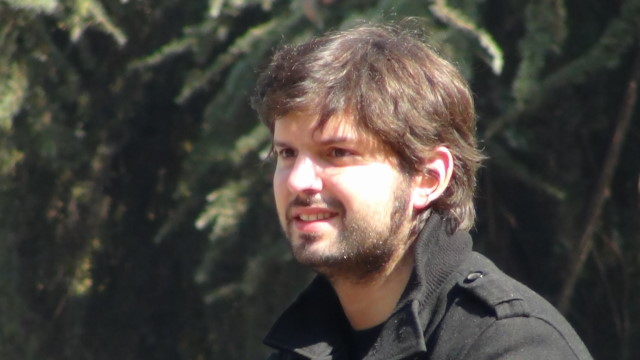
Boric en 2012.

Su padre, militante del Partido Demócrata Cristiano (PDC), lo acercó a la política, aunque se autodefine más cercano a la tradición histórica del Partido Socialista (PS). Entre 1999 y 2000 participó en la refundación de la Federación de Estudiantes Secundarios de Punta Arenas.
En la Universidad de Chile se integró al colectivo político Izquierda Autónoma, inicialmente conocido como «Estudiantes Autónomos». Fue consejero de Federación en su Facultad en 2008 y presidente del Centro de Estudiantes de Derecho (CED) en 2009, año en el cual lideró una movilización de cuarenta y cuatro días en contra del decanato de Roberto Nahum. Luego, fue electo como senador universitario en representación del estamento estudiantil por el período 2010-2011.
En medio de la masiva movilización estudiantil que comenzó en abril de 2011, Boric se presentó como candidato a integrar la mesa directiva de la Federación de Estudiantes de la Universidad de Chile (FECh). En las elecciones realizadas el 5 y 6 de diciembre de 2011, su lista «Creando Izquierda» obtuvo el 30,52 % de los votos, lo que le permitió obtener el cargo de presidente de la Federación, superando a Camila Vallejo, la candidata a la reelección por la lista de las Juventudes Comunistas de Chile.
En su periodo como presidente de la FECh tuvo que afrontar la segunda parte de la movilización estudiantil siendo uno de los principales voceros de la Confederación de Estudiantes de Chile (Confech). En 2012 fue incluido en la lista de los cien líderes jóvenes de Chile publicada en la Revista Sábado del diario El Mercurio.
El 4 de mayo de 2013 fue uno de los fundadores del movimiento Marca AC, que buscaba redactar una nueva Constitución Política para Chile mediante el establecimiento de una asamblea constituyente. Fue también director de la Fundación Nodo XXI, en cuyo establecimiento participó.

### Diputado

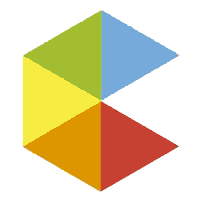
Logotipo usado en la campaña parlamentaria de Boric en 2013.

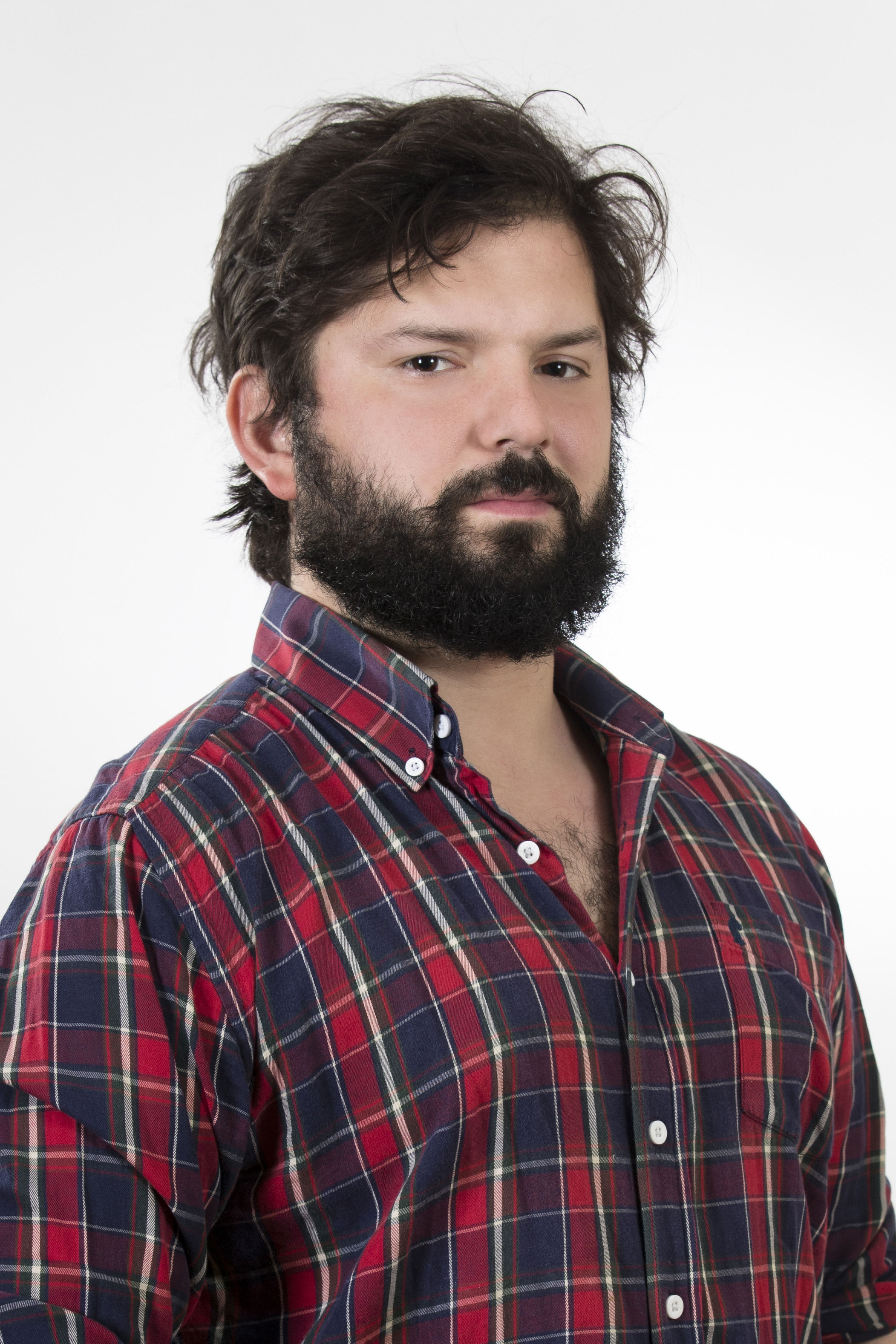
Fotografía oficial de Boric como diputado en 2018.

En 2013 se postuló en las elecciones parlamentarias como candidato independiente a diputado por el entonces distrito n.° 60, correspondiente a la Región de Magallanes y de la Antártica Chilena, en la que resultó elegido con un 26,18 % de los votos, constituyendo así la primera mayoría en la zona. La prensa destacó que la elección de Boric ocurrió justamente, a pesar de haberse presentado fuera de un pacto electoral, habiendo logrado así «romper» el sistema binominal.
Asumió el 11 de marzo de 2014. Integró las Comisiones Permanentes de Derechos Humanos y Pueblos Originarios; Zonas Extremas y Antártica Chilena; y Trabajo y Seguridad Social. A partir de julio de 2014 fue integrante de la Comisión Especial Investigadora sobre el conflicto entre accionistas de la empresa Soquimich, con ocasión de determinadas operaciones bursátiles, y el rol que habrían tenido en dicha materia autoridades del gobierno anterior (caso Cascadas).
Además, dentro de su labor parlamentaria se destacó por presentar en su primer mes como parlamentario un proyecto de ley orientado a reducir las dietas parlamentarias en conjunto con el diputado Giorgio Jackson (RD).
En mayo de 2016, renunció a la Izquierda Autónoma tras diferencias con la directiva liderada por Andrés Fielbaum, anunciando la conformación de un nuevo movimiento político en convergencia con otras fuerzas de izquierda. Asimismo, impulsó junto al diputado Giorgio Jackson (RD) las alianzas políticas que condujeron a la creación del Frente Amplio, conglomerado que se levantó como una alternativa a la Nueva Mayoría presentando una candidata a la presidencia, Beatriz Sánchez –en cuyo equipo político de campaña participó Boric– y ciento ochenta candidaturas parlamentarias en las elecciones de noviembre de 2017. Una de ellas fue su propia candidatura, en la que resultó reelegido obteniendo primera mayoría distrital con 18 626 votos, correspondientes al 32,82 %, siendo la segunda mayoría nacional, como diputado por Magallanes, ahora comprendida en el nuevo distrito n.° 28, por el periodo legislativo 2018-2022.
En dicho periodo integró las comisiones permanentes de Constitución, Legislación, Justicia y Reglamento; y Zonas Extremas y Antártica Chilena. Además, fue miembro de la Comisión Especial Investigadora sobre proceso de descentralización y participó de la Comisión Investigadora de la actuación de los organismos públicos con ocasión del denominado caso Harex. Formó, además, parte del grupo interparlamentario chileno-croata.
En noviembre de 2018, un reportaje del diario La Tercera reveló que Boric junto con la diputada Maite Orsini fueron a Francia, tras un viaje oficial a Israel, y visitaron a Ricardo Palma Salamanca, miembro del Frente Patriótico Manuel Rodríguez-Autónomo, condenado por el asesinato del senador Jaime Guzmán, y que permanece en condición de asilo político en el país europeo. 
La noticia generó polémica y críticas hacia Boric, especialmente de parte de los parlamentarios de Unión Demócrata Independiente (UDI) y Renovación Nacional (RN), quienes, mediante la Comisión de Ética, anunciaron sanciones en contra de los diputados, habiendo arriesgado una multa de CLP 1 300 000. Entre las críticas hacia Boric, figuraron políticos como el senador Juan Antonio Coloma Correa, quien lo acusó de «doble estándar» y de despreciar la defensa de los derechos humanos; Boric respondió a Coloma, acusándolo de hipócrita, ante el hecho de que él y otros políticos de la UDI fueron a visitar a Londres al dictador Augusto Pinochet en 1998, cuando él estaba detenido por crímenes de lesa humanidad, argumentando así que Coloma no tenía ningún derecho en criticar su visita a Salamanca.
Aun así, Revolución Democrática (uno de los principales partidos del Frente Amplio), emitió una declaración de que Boric y Orsini realizaron la visita a Palma Salamanca bajo criterio personal y no a nombre de la coalición ni sus respectivos partidos, añadiendo que la decisión fue imprudente, debido a que la visita no fue notificada hacia el partido ni al conglomerado, remarcando también que condenaban el asesinato de Jaime Guzmán y que no había justificación alguna para su muerte.
Un mes más tarde, fue emplazado su futuro contendor presidencial (2021) y exdiputado, José Antonio Kast, tras tomarse una fotografía en 2017 con una polera que mostraba la imagen de Jaime Guzmán baleado, disculpándose posteriormente. En marzo de 2019, fue sancionado con un descuento del 5 % de su dieta por la Comisión de Ética y Transparencia de la Cámara de Diputados.
El 14 de octubre de 2019 se dio uno de los ciclos de protestas más álgidos desde la vuelta a la democracia a partir del conflicto surgido por la subida de precio del transporte público en Santiago y la posterior represión de Carabineros. Por consiguiente, durante el Estado de excepción anunciado por el entonces presidente Sebastián Piñera el 19 de octubre, se le vio en las inmediaciones de la Plaza Baquedano, discutiendo con las fuerzas armadas que se encontraban para reprimir las concentraciones de gente que se acumulaban en ese «centro» del país. Esa misma semana, anunció el rechazo de su coalición ante el llamado del presidente Piñera a conformar una mesa de diálogo amplio entre los partidos políticos, hasta el levantamiento del Estado de excepción y el término de las fuerzas armadas en la vía pública.
Sin embargo, uno de los puntos que más resalta de su labor parlamentaria se dio en el marco de las negociaciones que iniciaron el proceso constituyente en curso. En este aspecto, fue uno de los firmantes e impulsor del «Acuerdo por la Paz Social y Nueva Constitución», que estableció la realización de un plebiscito nacional el 26 de abril (finalmente realizado el 25 de octubre) donde el 80 % de los votantes se inclinaron por la opción «Apruebo», a la idea de realizar una Convención Constitucional con el 100 % de sus miembros electos.

### Candidatura presidencial

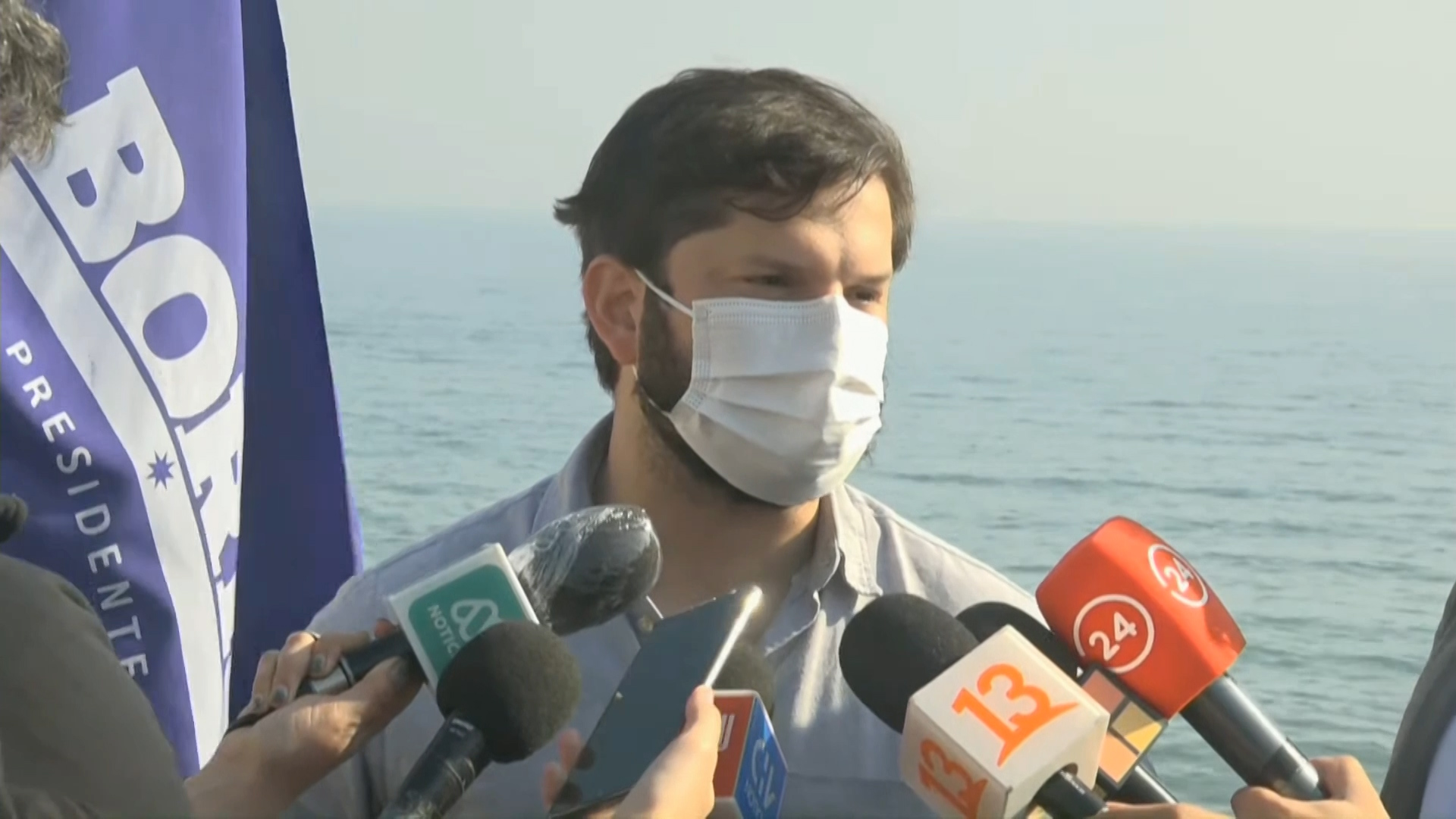
Boric en su cierre de campaña para las primarias de Apruebo Dignidad en Viña del Mar, 2021.

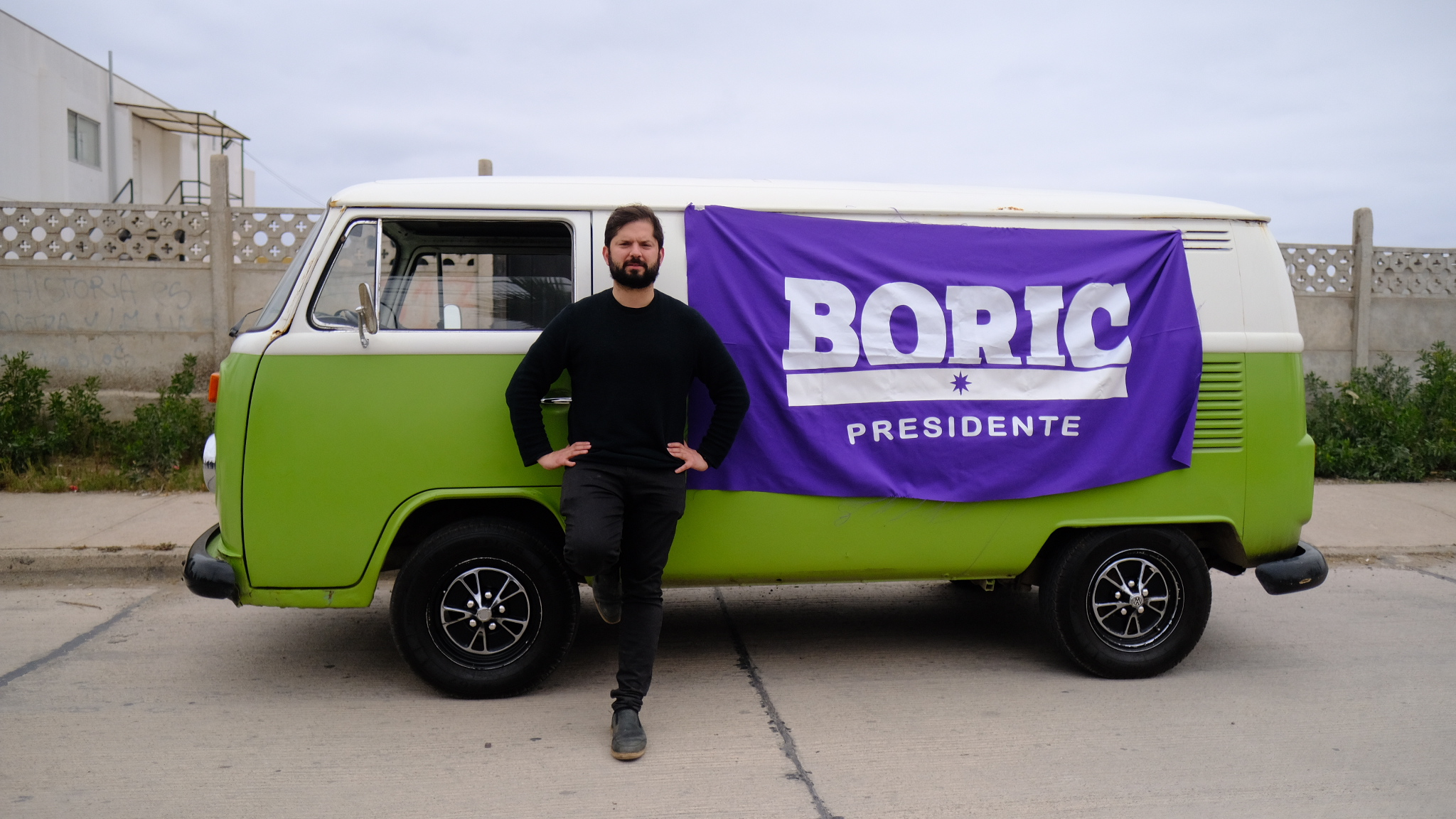
Boric en campaña para las primarias.

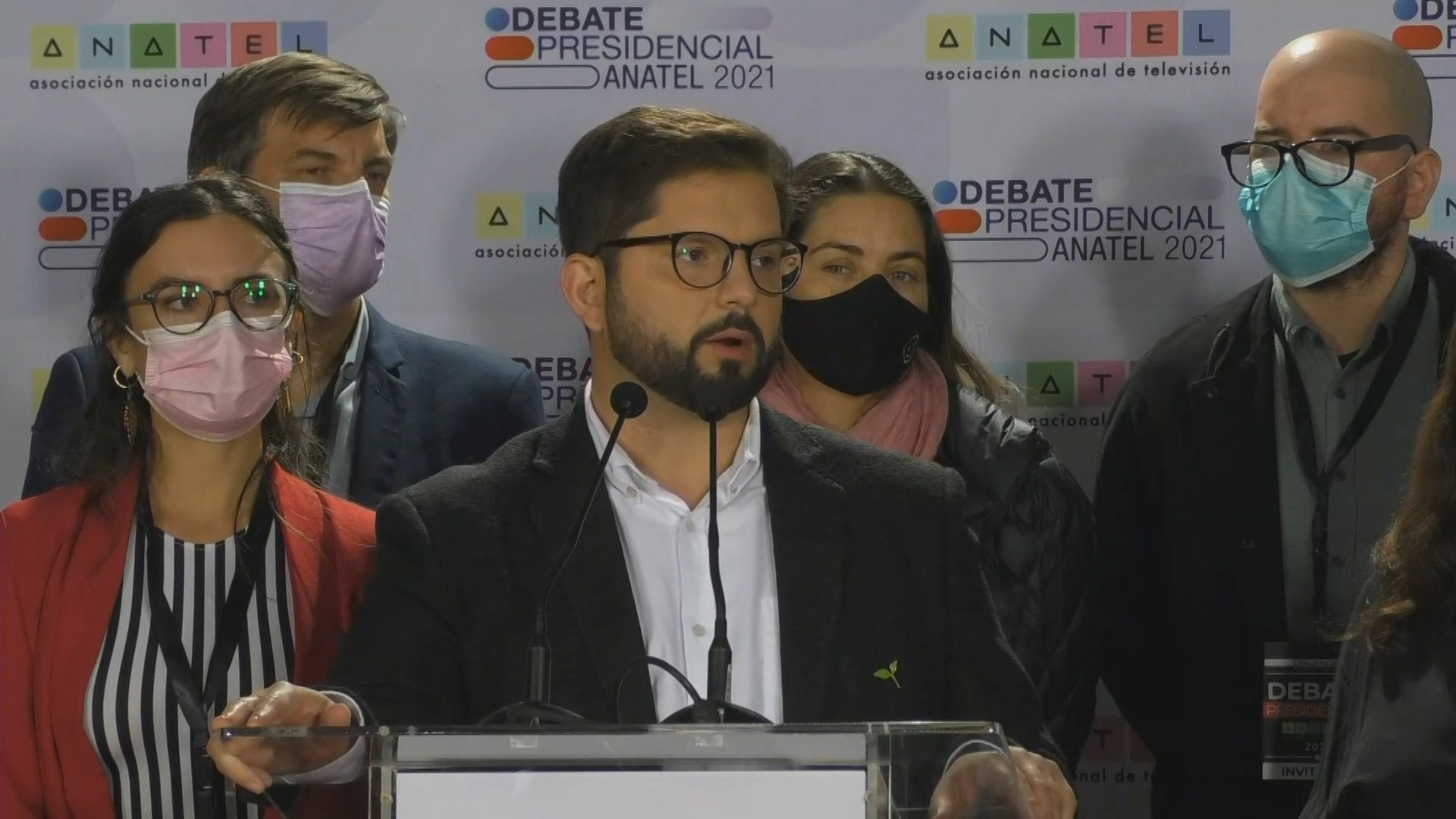
Boric tras el último debate presidencial de la primera vuelta, en noviembre de 2021.

Logotipo de campaña de Boric.

Habiéndose autodescartado en 2019 y 2020 por desinterés en el cargo, así como falta de experiencia política y conocimiento estatal, aceptó forzado por falta de figuras relevantes en su partido y en base a un capital político acumulado en casi una década de actividad pública, siendo proclamado como candidato presidencial por Convergencia Social el 17 de marzo de 2021, mediante un Comité Central luego de un arduo periodo de deliberación por sus bases para «proponerle al país una alternativa de gobierno diferente a estos últimos 30 años de modelo neoliberal» y anunciándolo en Punta Arenas ante las radios locales y comunitarias de la región. Mientras tanto, el 23 de marzo el partido Revolución Democrática (RD) —mediante un consejo político nacional— lo proclamó asimismo de forma unánime, dándole de esta forma apoyo y «piso político-electoral». Ante este respaldo, Boric llamó a insistir en elecciones primarias amplias de oposición tomando en cuenta tanto a las coaliciones Unidad Constituyente de centroizquierda como a Chile Digno de izquierda.
Las primarias presidenciales fueron inscritas en mayo de 2021, abarcando a la coalición Apruebo Dignidad, con Boric como candidato del Frente Amplio y Daniel Jadue del Partido Comunista por Chile Digno. En esas elecciones, realizadas el 18 de julio de ese año, el primero obtuvo el 60,43 % de los votos, beneficiándose del voto anticomunista invocado por miembros de la derecha y resultando elegido como candidato presidencial de su coalición (Apruebo Dignidad). Luego de resultar vencedor, designó posteriormente como vocera de su comando a la alcaldesa de Santiago Irací Hassler.
A comienzos de noviembre de 2021 y durante la pandemia de COVID-19, dio positivo a la variante Delta del SARS-CoV-2, iniciando una cuarentena en medio de su candidatura presidencial, siguiendo las disposiciones sanitarias de los confinamientos producto del virus en el país. Debido a esto, muchos de sus compañeros de campaña, entre estos el diputado Giorgio Jackson, debieron realizar cuarentena preventiva debido a que fueron contacto estrecho. Esto conllevó a que se desarrollase el evento político histórico conocido como el «naranjazo».
En la primera vuelta de la elección presidencial, realizada el 21 de noviembre de 2021, obtuvo el 25,83 % de los votos, por lo que pasó a segunda vuelta junto a José Antonio Kast del Partido Republicano, quien recibió el 27,91 % de las preferencias. Tras pasar a segunda vuelta, recibió el apoyo de los partidos Socialista, Demócrata Cristiano, Por la Democracia, Liberal, Progresista, Radical, Ecologista Verde, Igualdad, Humanista y Ciudadanos, y de los movimientos Nuevo Trato e Independientes No Neutrales. También fue respaldado por los expresidentes de la República Ricardo Lagos (2000-2006) y Michelle Bachelet (2006-2010, 2014-2018).
Pese a esto, detractores suyos recalcaron una denuncia en contra de Boric por un caso de acoso sexual de 2012, cuando era presidente de la Federación de Estudiantes de la Universidad de Chile. La víctima afirmó que el entonces candidato le pidió disculpas por «actitudes machistas» y acusó de «aprovechamiento inescrupuloso y violento» a la campaña de José Antonio Kast por utilizar el caso.
Durante la segunda vuelta el círculo cercano de su comando estuvo conformado por la expresidenta del Colegio Médico Izkia Siches como jefa de campaña, el entonces diputado Giorgio Jackson como encargado político y el sociólogo Sebastián Kraljevich como líder de estrategia. También recibió la colaboración de los diputados en ejercicio Gonzalo Winter, Camila Vallejo, Camila Rojas, Miguel Crispi y Alejandra Sepúlveda.

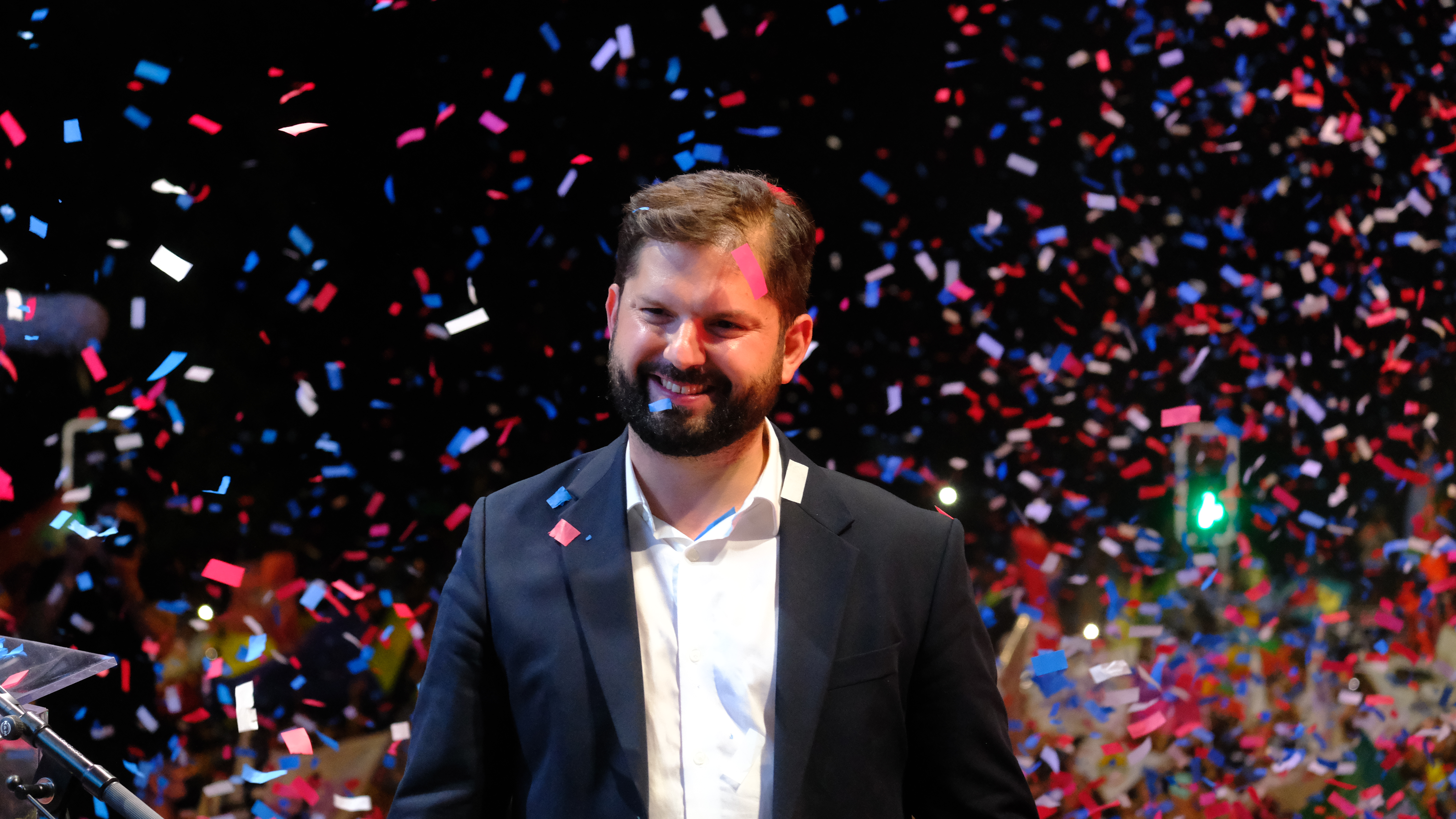
Boric en las celebraciones tras su victoria en la segunda ronda de la elección presidencial de 2021.

En las elecciones del 19 de diciembre votaron más de 8,3 millones de personas, lo que significó la mayor participación electoral en Chile desde la implementación del voto voluntario. Resultó elegido presidente de la república con el 55,8 % de los votos, habiendo sido electo con el mayor número de votos en la historia de Chile: 4 620 890.

## Presidente de Chile

#### Transición

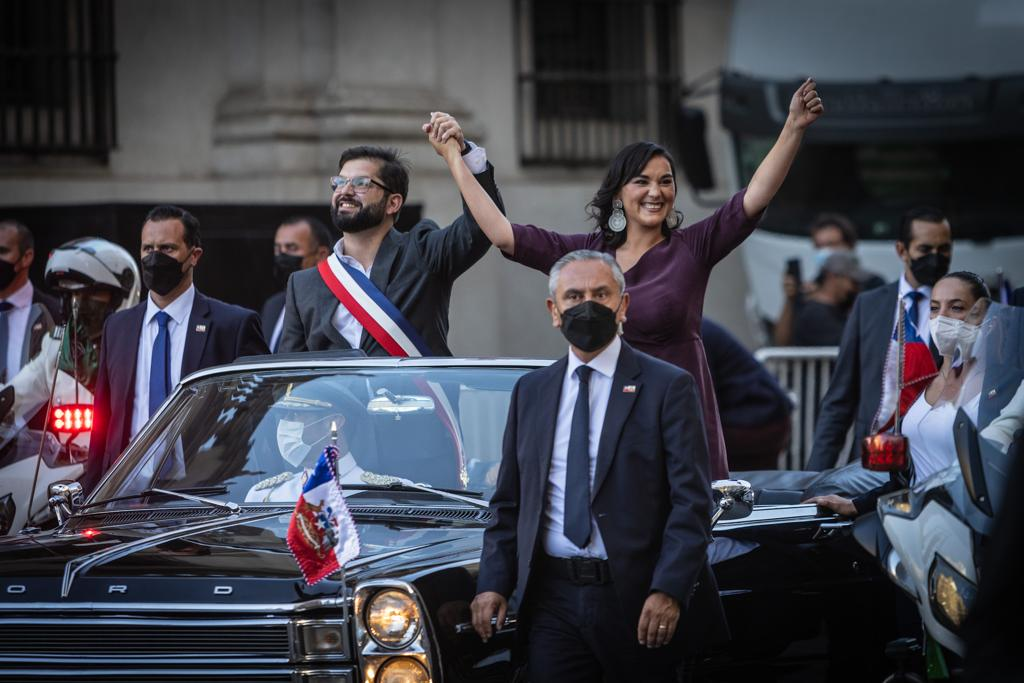
Boric y Siches durante la asunción presidencial, el 11 de marzo de 2022.

A las 14:00 (hora local) del 20 de diciembre de 2021, se reunió en el Palacio de La Moneda con el presidente saliente Sebastián Piñera para dar inicio a la transición. Fuera del palacio fue recibido por un grupo de seguidores, quienes interactuaron con el durante breves minutos. Acompañado por Izkia Siches y Giorgio Jackson, sus colaboradores cercanos durante la campaña electoral, el presidente Piñera afirmó sobre la asunción de su sucesor «es una tremenda responsabilidad, pero creo que contará con el apoyo constructivo de todos los chilenos». Boric informó que en la reunión se habló de política exterior y dar continuidad a la misma, la pandemia de COVID-19, y temas relativos al presupuesto público.
Sobre la conformación de su gabinete, no ofreció detalles al momento. Prometió formar un gabinete «para otorgar certezas», añadiendo además que la conformación del tren ejecutivo no respondería a cuotas partidistas. Luego de finalizar la reunión, el presidente Piñera le enseñó las instalaciones del palacio presidencial al presidente electo.
El 21 de diciembre de 2021, realizó una visita protocolar a la sede de la Convención Constitucional, donde fue recibido por la presidenta Elisa Loncon y el vicepresidente Jaime Bassa y los demás integrantes de la mesa directiva. En la cita, manifestó su voluntad de colaboración con el proceso constituyente.
El 10 de enero de 2022, fue proclamado oficialmente como presidente electo por el Tribunal Calificador de Elecciones de Chile (Tricel); el acto estuvo encabezado por la presidenta de la institución, Rosa Egnem Saldías, los otros cuatro ministros integrantes del Tricel, el presidente de la Corte Suprema (Juan Eduardo Fuentes) y la lectura del acta de proclamación estuvo a cargo de la secretaria relatora del Tricel, Carmen Gloria Valladares.
El 2 de marzo del mismo año, junto con los futuros ministros Giorgio Jackson y Camila Vallejo, asistió por última vez al Congreso Nacional, donde se reunieron con funcionarios de la Cámara de Diputadas y Diputados para despedir su etapa parlamentaria.

#### Relaciones exteriores

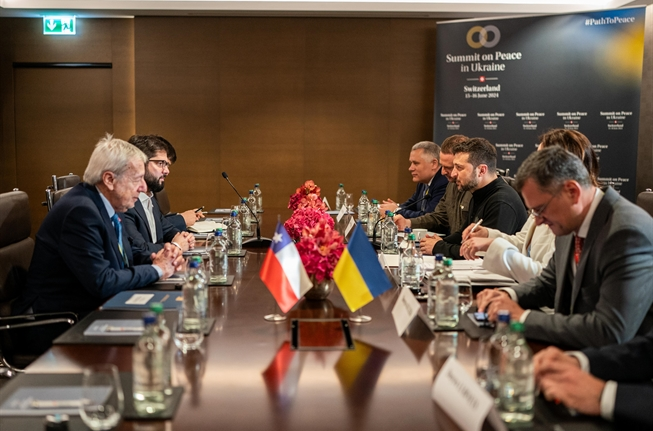
El Presidente Boric junto al Presidente de Ucrania Volodímir Zelenski, en la Cumbre de Paz para Ucrania, en Bürgenstock, Suiza, el día 15 de junio de 2024.

Pese a las discrepancias políticas, Boric asistió a la asunción presidencial de su par argentino, Javier Milei, el 10 de diciembre de 2023. El presidente chileno, siendo de izquierda asistió, a diferencia del presidente brasileño Lula da Silva, quien no estuvo presente. En dicho evento estuvo sentado a la derecha del presidente ucraniano Volodímir Zelenski, quien visitaba América Latina por primera vez desde el inicio de la guerra. Boric es partidario de Ucrania en tal conflicto, marcando una diferencia con presidentes de izquierda de la región.

#### Cambios simbólicos
El gobierno de Gabriel Boric se ha caracterizado por marcar el comienzo de una era política en el poder ejecutivo de Chile. Dentro de los cambios simbólicos se encuentra el hecho de que los ministros de Estado utilizaron por primera vez el término «Wallmapu» en referencia a la parte de la Macrozona Sur que comprende las regiones de La Araucanía, Biobío y Los Ríos algo que complicó la primera visita del mandatario a Argentina, en donde causó molestia el uso del término. El gobierno además realizó un manual en donde se sugiría el uso del término a la prensa. Siches posteriormente se disculpó por el uso del término diciendo «si he producido malestar a nivel nacional o trasandino pido todas las excusas correspondientes». Tras la polémica, el término no volvió a usarse por parte del Estado.
Por otra parte, el presidente evita usar corbata a diferencia de presidentes anteriores, al igual que parte de su gabinete. Asimismo, en el primer gabinete ministerial, existió una presencia mayoritaria de mujeres por sobre los hombres.

#### Plebiscitos Constitucionales

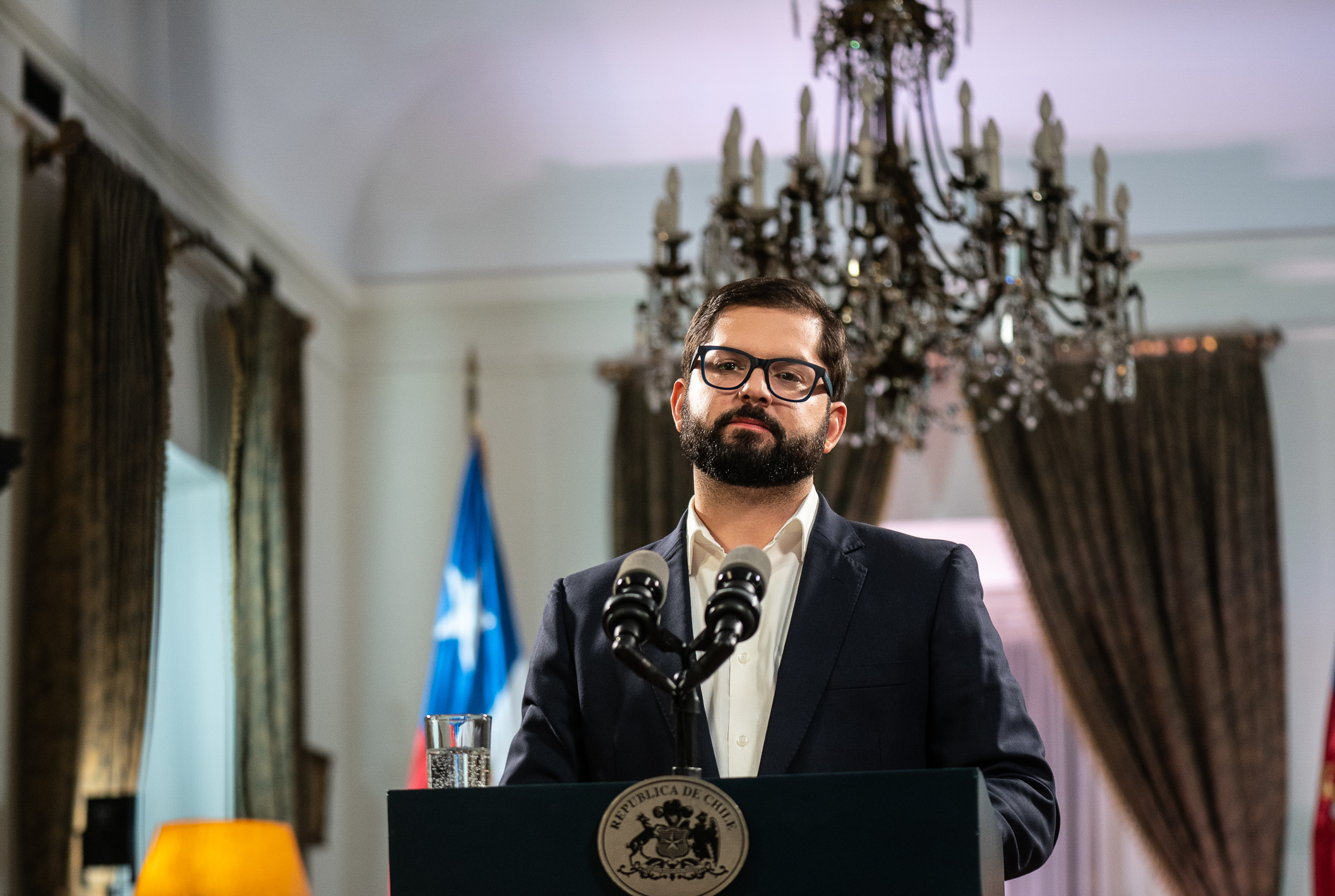
El presidente Gabriel Boric se refiere al resultado del plebiscito constitucional del 4 de septiembre de 2022 en un discurso el día siguiente.

Durante el primer año del gobierno de Gabriel Boric se realizó el plebiscito de salida de proceso constituyente en Chile en donde la opción «Rechazo» se impuso con un 61,89 % contra la opción «Apruebo» la cual obtuvo un 38,11 %.
El presidente reconocería años después que "lo más duro para el Gobierno fue el plebiscito del 4 de septiembre (...) fue una advertencia muy firme de que el Gobierno no estaba sintonizando con las necesidades de la gente" por lo que significó un cambio en el gobierno en dirección hacia la centroizquierda en su gabinete.
Durante el segundo año de gobierno de Gabriel Boric se realizó el plebiscito de salida de proceso constituyente en Chile de 2023 en donde la opción «En Contra» se impuso con un 55.76 % de los votos contra un 44.24 % del «A Favor».

#### Indultos y pensiones de gracia
El 30 de diciembre de 2022, el presidente Boric anunció que concedió la libertad a doce condenados por delitos ocurridos durante el estallido social y a un exguerrillero del Frente Patriótico Manuel Rodríguez (FPMR). Esto generó una controversia a nivel político, luego de que Gabriel Boric emitiera opiniones sobre algunos de los juicios que indultó a través de los medios de comunicación chilenos. El Tribunal Pleno de la Corte Suprema de Justicia de Chile —organismo que había ratificado una condena de uno de los indultados— se reunió de manera extraordinaria, emitiendo un comunicado el 3 de enero de 2023 dirigido al presidente de la República, donde le «recordaron» las atribuciones y facultades del Poder Judicial de Chile y la no injerencia de los otros poderes del Estado en ellas como principio básico de la democracia. Como una de las consecuencias políticas, la ministra de Justicia y Derechos Humanos, Marcela Ríos, pidió su renuncia, la cual fue aceptada por el presidente el 7 de enero.
Varios indultados poseían detenciones policiales previas y un prontuario delictivo previo a 2019, lo que causó polémica respecto a la medida presidencial.
Entre los indultados estuvo Luis Castillo quien en menos de un año volvió a la cárcel por un presunto secuestro.
Boric otorgó pensiones de gracia a manifestantes del 2019, entre ellos Andrés Fuica, condenado por saquear un supermercado y a José Lagos Lagos quien ya estaba condenado por producción de pornografía infantil.

#### Inmigración
Durante los dos primeros años de gobierno de Boric, la inmigración ilegal superó la suma de los cuatro años anteriores.
En enero de 2023 los secuestros en Chile aumentaron en un 77 % y la cantidad de detenidos extranjeros superó a los chilenos. En febrero de 2023, el gobierno autorizó desplegar militares en la frontera norte, sin embargo, instruyó siete acciones a realizar previas disparar para las Fuerzas Armadas desplegadas. El 15 de marzo de 2023 el presidente Boric dijo "quienes vienen a delinquir no son bienvenidos y los vamos a perseguir".
En noviembre de 2023 el gobierno instaló parlantes la frontera para advertir a los inmigrantes que no procedan a pasar al país.
En enero de 2024 más de 7 300 extranjeros se encontraban recluidos en cárceles chilenas siendo el 14 % del total, teniendo mayor presencia en la región Metropolitana, Tarapacá, Antofagasta y Arica y Parinacota. El gobierno comenzó a cavar zanjas en la frontera para evitar robo de autos, medida previamente rechazada por el mismo.
La organización criminal venezolana Tren de Aragua expandió sus operaciones en Chile.
En 2024, el militar venezolano en retiro y refugiado en Chile, Ronald Ojeda, quien fue opositor a Nicolás Maduro, fue secuestrado y asesinado en Santiago.
El rechazo a la inmigración aumentó durante el gobierno de Gabriel Boric; en abril de 2023 una encuesta reveló que un 77 % de los chilenos cree que los inmigrantes "le hacen mal al país".

#### Conflicto Israel-Palestina

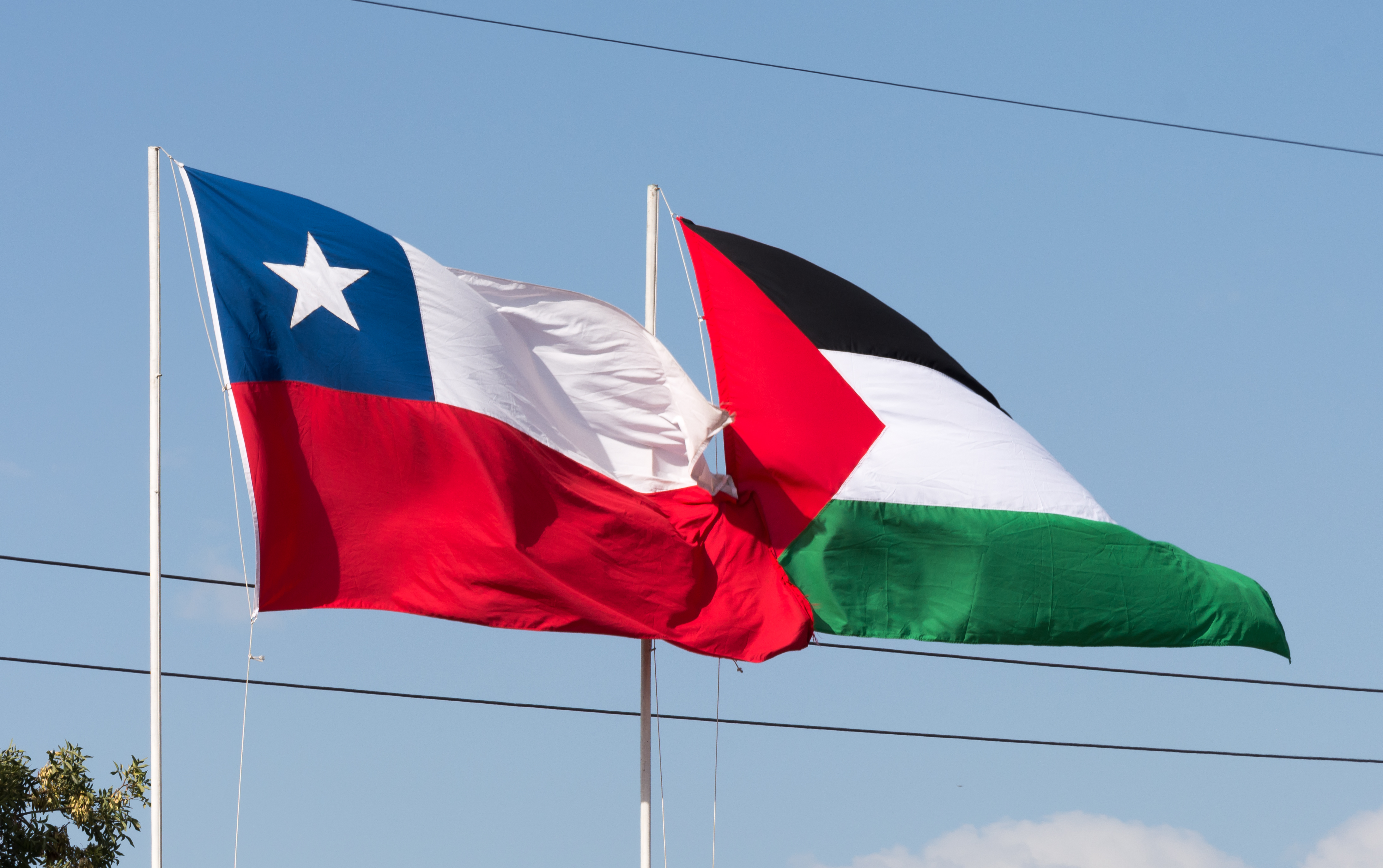
Bandera de Chile y de Palestina flameando en territorio chileno.

La política exterior de Boric respecto al conflicto israelí-palestino ha sido la de posicionarse en favor de la causa palestina en desmedro de las relaciones entre Chile e Israel. En 2024 Israel no fue invitado a la Feria Internacional del Aire y del Espacio (FIDAE) y el gobierno enfatizó su compromiso con los Derechos Humanos en Palestina. El gobierno de Boric tuvo varios desacuerdos con el embajador de Israel a quien no le aceptó las credenciales. En diciembre de 2022 el gobierno de Boric anunció que Chile abrirá una embajada en territorio palestino.

#### Salud
El gobierno impulsó y logró aprobar la Ley del Trastorno del Espectro Autista (TEA).
Desde septiembre de 2022, las personas beneficiarias de FONASA de los tramos C y D tienen gratuidad para atenderse en el sistema público de salud. Antes de esta reforma, quienes estaban en los tramos C y D pagaban el 10 % o el 20 % de la atención, respectivamente, y el resto lo costeaba el sistema. El estado, al pagar el 100 % de las prestaciones, estaría beneficiando a casi 6 millones de personas quienes se encontraban en esos tramos. El costo de esta medida es de $21 mil millones de pesos chilenos al año.

#### Economía
El gobierno propuso una reforma tributaria que contemplaba una subida de impuestos, la cual fue rechaza por el Congreso en 2023.
El gobierno promovió la reducción de la jornada laboral a 40 horas, una estrategia nacional del litio dentro de la cual el 27 de diciembre de 2023, CODELCO y SQM llegaron a un acuerdo para la explotación de litio en el Salar de Atacama mediante una asociación público-privada. La minera estatal tendrá la participación mayoritaria de la nueva sociedad mixta (50 % + 1 acción), y Soquimich tendrá la participación restante. El acuerdo incluye un aumento en la cuota de producción de litio en Atacama, el control total de CODELCO en el Salar de Maricunga, la extensión del contrato entre CORFO y SQM hasta 2060, entre otros elementos.

#### Transporte
En agosto de 2022, el presidente Boric anunció el mejoramiento del transporte ferroviario en la zona central: se anunciaron tres nuevas detenciones del Metrotren en Requínoa, Rosario y Pelequén, el mejoramiento del ramal Talca-Constitución y la creación del servicio a Chillán que llegará hasta Santiago, previamente anunciado por el gobierno anterior. El 10 de marzo de 2023 llegaron desde China los trenes a ocuparse en servicio. La empresa española CAF que no ganó la licitación asegura que la empresa China, CRRC, tiene sus precios temerariamente "por debajo de los estándares del mercado".

#### TPP-11
Durante la administración de Gabriel Boric, se aprobó el Tratado Integral y Progresista de Asociación Transpacífico (TPP-11) —considerado como el tercer acuerdo comercial más grande del mundo— con 27 votos a favor, 10 en contra y una abstención. El gobierno depositó el documento ratificatorio del TPP-11 el 22 de diciembre de 2022, y se prevé que el acuerdo entre en vigor en febrero de 2023.
El partido Comunista, integrante del gobierno, quiso que se rechazara, mientras que la centroizquierda buscó su aprobación. Boric cambió su postura respecto a la que tenía previamente a su gobierno.

#### Ley Nain-Retamal
La Ley Nain-Retamal fue promulgada por el presidente Boric y lleva el apellido del Carabinero Eugenio Nain y de Carlos Retamal. La ley causó polémica, llamada "Ley Gatillo Fácil" por los opositores del proyecto de ley original, por el monopolio privilegiado de la fuerza que tendría Carabineros de Chile. Sin embargo, cabe aclarar que la que se terminó aprobando en el Senado da las mismas facultades que Carabineros ya tenían respecto al uso de la fuerza. Aun así, llevó a una discusión en la Cámara de Diputadas y Diputados.

#### Incendios forestales
Al gobierno de Gabriel Boric le tocó enfrentar potentes incendios forestales en 2023 y 2024 durante el verano de esos años. Bomberos, PDI y el Ejército confirmaron que hubo intencionalidad en los incendios. El de 2024 fue el segundo incendio más letal del siglo XXI.

#### Política antártica

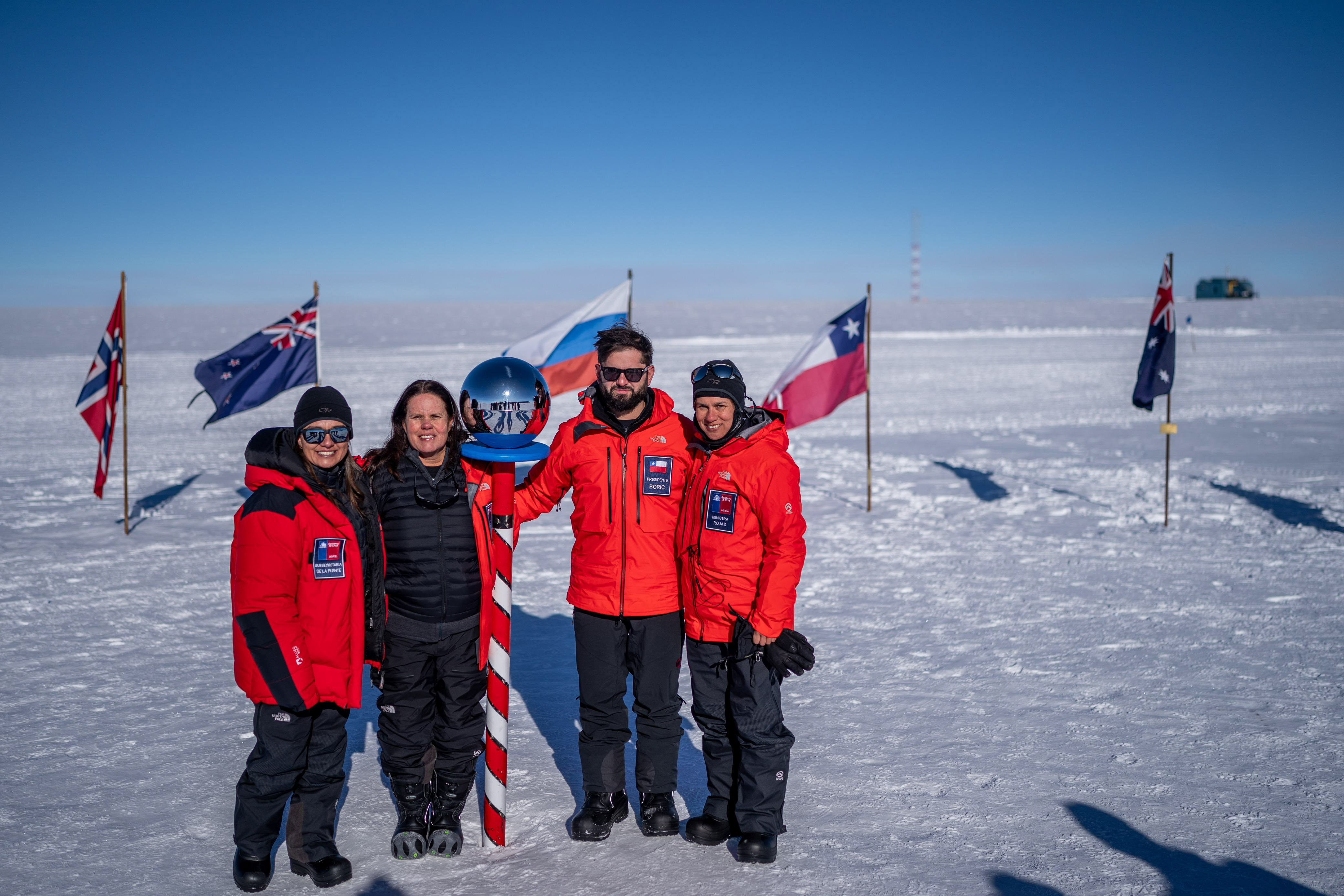
El Presidente de Chile Gabriel Boric y su comitiva de visita en el Polo Sur en 2025.

El 3 de enero de 2025, el presidente Gabriel Boric se convirtió en el primer jefe de Estado del mundo en pisar el polo sur y tercer jefe de gobierno, siendo el primero de Iberoamérica. El INACH tomó muestras del hielo de la zona para investigar sus niveles de contaminación, su director, el glaciólogo Gino Casassa formó parte de la expedición.

## Distinciones y condecoraciones
En mayo de 2022 Boric fue reconocido como una de las 100 personas más influyentes del año por la revista estadounidense Time y el 31 de agosto, protagonizó la portada de su edición internacional bajo el titular: «La nueva guardia. El presidente más joven de la historia de Chile, está liderando a su país a través de un momento trascendental».

### Condecoraciones nacionales
- Gran Maestre de la Orden al Mérito de Chile ( Chile, 2022-2026).
- Gran Maestre de la Orden de Bernardo O'Higgins ( Chile, 2022-2026).

### Condecoraciones extranjeras
- Gran Orden del Rey Tomislav ( Croacia, 12 de diciembre de 2022).[209]
- Gran Collar de la Orden de Boyacá ( Colombia, 9 de enero de 2023).[210]

## Historial electoral
| Año  | Tipo                                         | Territorio  | Pacto            | Partido | Votos     | %     | Resultado      |
| ---- | -------------------------------------------- | ----------- | ---------------- | ------- | --------- | ----- | -------------- |
| 2013 | Parlamentarias a diputado                    | Distrito 60 | Fuera de Pacto   | Ind.    | 15 418    | 26.20 | Diputado       |
| 2017 | Parlamentarias a diputado                    | Distrito 28 | Frente Amplio    | IND-PH  | 18 626    | 32.8  | Diputado       |
| 2021 | Primarias presidenciales de Apruebo Dignidad | Chile       | Frente Amplio    | CS      | 1 058 027 | 60,43 | Nominado       |
| 2021 | Presidenciales                               | Chile       | Apruebo Dignidad | CS      | 1 814 809 | 25,83 | Segunda vuelta |
| 2021 | Presidenciales                               | Chile       | Apruebo Dignidad | CS      | 4 620 890 | 55,87 | Presidente     |